# Георгій (митрополит Київський)
Гео́ргій († 1079) — митрополит Київський і всієї Русі.
Про Георгія збереглися дуже скупі й суперечливі відомості. За походженням одні вважають його греком, інші грузином. Київською митрополією він керував приблизно з 1062 року (за іншими джерелами — з 1067 року). 1072 року він був присутній при перенесенні мощей святих благовірних князів Бориса й Гліба. 1073 року під час міжусобиці синів князя Ярослава I митрополит Георгій поїхав до Греції.
Помер 1079 року (за іншими джерелами — у 1077 році).